# Percy Ludgate

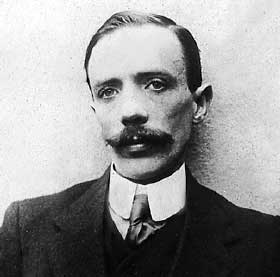
Percy Ludgate

Percy Edwin Ludgate (ur. 2 sierpnia 1883, zm. 16 października 1922) – irlandzki księgowy, który na początku XX wieku, niezależnie od Charlesa Babbage’a, zaprojektował maszynę analityczną.

## Wstęp
Pracując w domu, w wolnym czasie, samodzielnie zaprojektował maszynę analityczną (programowalny komputer). O pomysłach Babbage’a dowiedział się dopiero pod koniec tworzenia swojego projektu i nie miało to wpływu na jego kształt. Maszyna mogłaby wykonać dowolne obliczenie, wyrażalne za pomocą skończonej liczby operacji matematycznych (dzisiaj można by ją nazwać równoważną maszynie Turinga). Maszyna ta jednak nigdy nie powstała i nie zachowały się żadne jej szkice ani rysunki. Dostępne dzisiaj ilustracje to rekonstrukcje wykonane przez historyków na podstawie dwóch artykułów w czasopismach naukowych, napisanych w czasach Ludgate’a.

## Budowa i działanie
Pamięcią maszyny był drewniany, wymienny dysk, zawierający 192 liczby 20 cyfrowe ze znakiem, zapisane w formacie dziesiętnym. Każda cyfra wyrażana była za pomocą małego bolca, którego wysunięcie odpowiadało wartości cyfry. By odczytać liczbę należało obrócić dysk, tak by żądana liczba była ustawiona przy jednostce arytmetycznej.
Programowanie odbywać się miało za pomocą taśmy perforowanej i dwóch klawiatur. Jedna klawiatura przeznaczona była do wpisywania liczb do pamięci maszyny, druga do perforowania taśmy.
Podstawową operację arytmetyczną było mnożenie. By to zrealizować Ludgate wymyślił funkcję nazwaną później irlandzkim logarytmem. Przymiotnik irlandzki odnosił się do pochodzenia Ludgate’a, jak i nawiązuje do brytyjskich idiomów (podobnie jak w Polsce przymiotnik czeski).
Mnożenie dwóch liczb miało trwać 10 sekund, dodawanie i odejmowanie po 3 sekundy. Czas dzielenia zależał od wielu czynników i był szacowany na około 90 sekund.
W przeciwieństwie do konstrukcji Babbage’a, maszyna Ludgate’a miała być niewielkich rozmiarów: długość ok. 0.65 m, szerokość 0.6 m, wysokość 0.5 m.

## Irlandzkie logarytmy
Podstawową własnością logarytmu (wykorzystywaną np. w suwaku logarytmicznym) jest równość {\displaystyle \log(a\times b)=\log(a)+\log(b).}
Mnożenie {\displaystyle a\times b} można sprowadzić do wykonania trzech operacji:
- zamień {\displaystyle a} i {\displaystyle b} na {\displaystyle \log(a)} oraz {\displaystyle \log(b),}
- dodaj otrzymane wartości,
- odszukaj w tablicy logarytmów taką liczbę, której logarytm jest równy wartości z poprzedniego punktu.

Ludgate odkrył, że dla liczb naturalnych, logarytm nie jest jedyną funkcją spełniającą powyższą równość i zaprojektował własną funkcję, którą chciał wykorzystać w swojej maszynie. Ponieważ mnożenie liczb dziesiętnych można sprowadzić do mnożenia cyfr od 0 do 9, a następnie dodawania (podobnie jak przy mnożeniu pisemnym), nie potrzebujemy znać irlandzkiego logarytmu wszystkich liczb. Do działania maszyny wystarczy znać irlandzkie logarytmy cyfr, oraz liczb, które można otrzymać w wyniku mnożenia dwóch cyfr.
| {\displaystyle n}    | 0  | 1 | 2 | 3 | 4 | 5  | 6 | 7  | 8 | 9  | 10 | 12 | 14 | 15 | 16 | 18 | 20 | 21 | 24 | 25 | 27 | 28 | 30 | 32 | 35 | 36 | 40 | 42 | 45 | 48 | 49 | 54 | 56 | 63 | 64 | 72 | 81 |
| {\displaystyle I(N)} | 50 | 0 | 1 | 7 | 2 | 23 | 8 | 33 | 3 | 14 | 24 | 9  | 34 | 30 | 4  | 15 | 25 | 40 | 10 | 46 | 21 | 35 | 31 | 5  | 56 | 16 | 26 | 41 | 37 | 11 | 66 | 22 | 36 | 47 | 6  | 17 | 28 |

Tablicę irlandzkich logarytmów {\displaystyle I(n)} można skonstruować w następujący sposób:
1. {\displaystyle I(1)=0.}
2. {\displaystyle I(2)=1.}
3. Ponieważ {\displaystyle I(a\times b)=I(a)+I(b)} to {\displaystyle I(4)=I(2\times 2)=I(2)+I(2)=2.}
4. Kolejne potęgi 2 aż do 64 będę miały przypisane kolejne liczby naturalny od 1 do 6.
5. Następną cyfrą, której musimy przyporządkować irlandzki logarytm to 3. Pierwsza nieprzypisania jeszcze liczba naturalna to 7, zatem {\displaystyle I(3)=7,}
6. Korzystając z własności z 3 i 5 punktu uzupełniamy całą tabelę.
7. {\displaystyle I(0)=50,} bo liczby 51, 52, 53, 57, 58, 64, 73, 83, 100 (odpowiadające mnożeniu 0 i innej cyfry) nie są przypisane do żadnego argumentu.

W celu odczytania wyniku należy również skonstruować tabelę dualną do poprzedniej tabeli, z której mając dane {\displaystyle I(n)} możemy odczytać {\displaystyle n.}

## Poszukiwanie Percy’ego Ludgate’a
Percy Ludgate nie był postacią powszechnie znaną w swoich czasach, zmarł na zapalenie płuc w wieku 39 lat, a jego praca na długo pozostała zapomniana. Historyk Brian Randell, po przeczytaniu artykułu Boysa z 1909 roku, szukał wszystkich dostępnych informacji o Ludgacie. Jedynym sposobem by dowiedzieć się czegoś więcej było zadzwonienie do wszystkich osób o nazwisku Ludgate w Irlandii. Udało się wtedy dotrzeć do bratanicy Ludgate’a, która przekazała jego zdjęcie oraz informację o wykonywanym zawodzie.